# Унікальність
Уніка́льність — це стан, коли хтось чи щось не схожі ні на кого або ні на що інше у порівняльному контексті. В українській мові має значення «надзвичайність у якомусь відношенні; рідкісність, винятковість».
Стосовно людини поняття унікальність застосовується найчастіше щодо особистості або деяких специфічних характеристик, даючи зрозуміти, що вона, на відміну від інших, володіє деякими неповторними особливостями, які не трапляються в межах горизонту порівняння. Якщо термін унікальність використовується стосовно об'єкта, то найчастіше вживається щодо товарного продукту, щоб з метою реклами та маркетингу виділити його з ряду інших продуктів.
Поняття американської винятковості ґрунтується на думці про унікальність Заходу, особливо завдяки його секуляризму.